# Мидлберг (Виргиния)
Мидлберг (Middleburg) — небольшой город в округе Лаудон, в штате Виргиния, США. Население по переписи 2010 года составляет 673 человека. Известен как место сражения при Миддлберге 1863 года. Президент Джон Кеннеди любил проводить здесь выходные во время своего президентства. Миддлберг помещён первым в списке "The Best Small Towns and Villages" в справочнике Frommer's.

## История
Самым старым зданием в городе считается трактир «Red Fox Inn & Tavern,» построенный в 1728 году. Сейчас он числится шестым в списке из 25-ти старейших трактиров  США.
Город был основан в 1787 году подполковником Левеном Поуэллом, который купил участок земли за 2,50$ за акр у Джозефа Чинна, родственника Джорджа Вашингтона. После этого место, известное как Чиннс-Кроссроудс, переименовали в Поуэлл-Таун. Но Левен не позволил называть город в честь себя, поэтому город получил название Middleburgh, а позже Middleburg. Он находился как раз на полпути между портом Александрия и Винчестером, прямо на трассе Эшби-Гэп.

## Исторические объекты

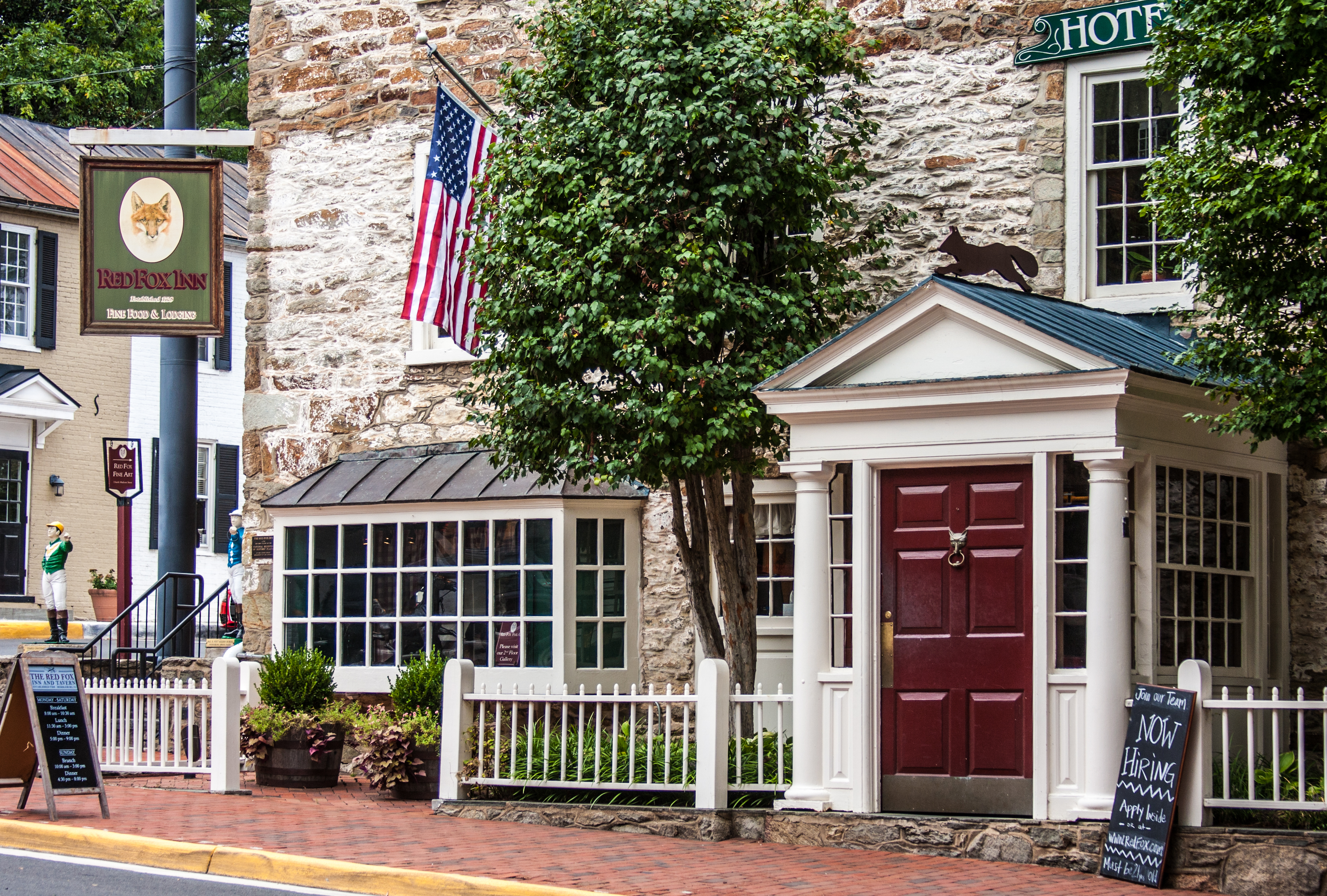
Ред-Фокс-Инн
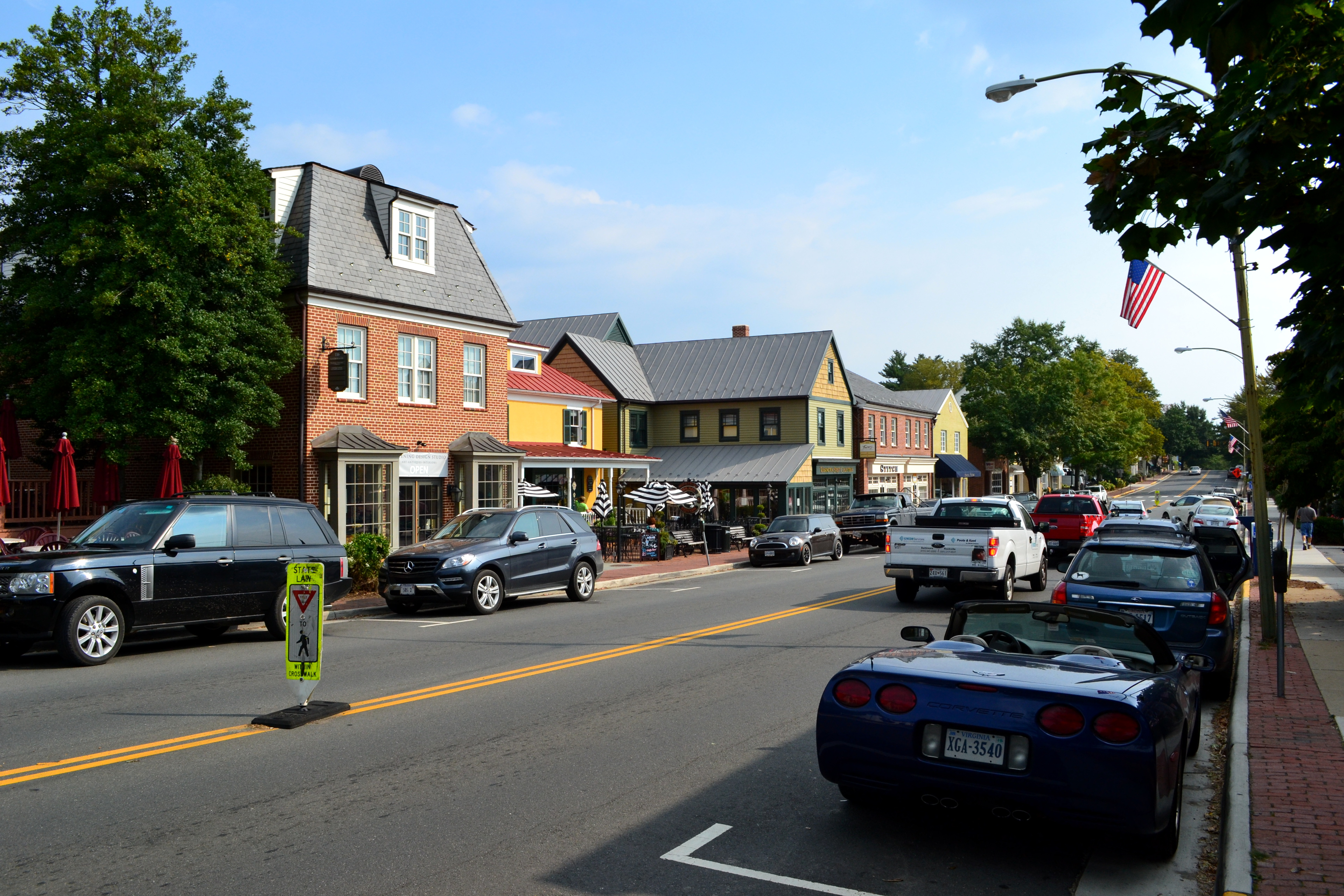
Исторический центр
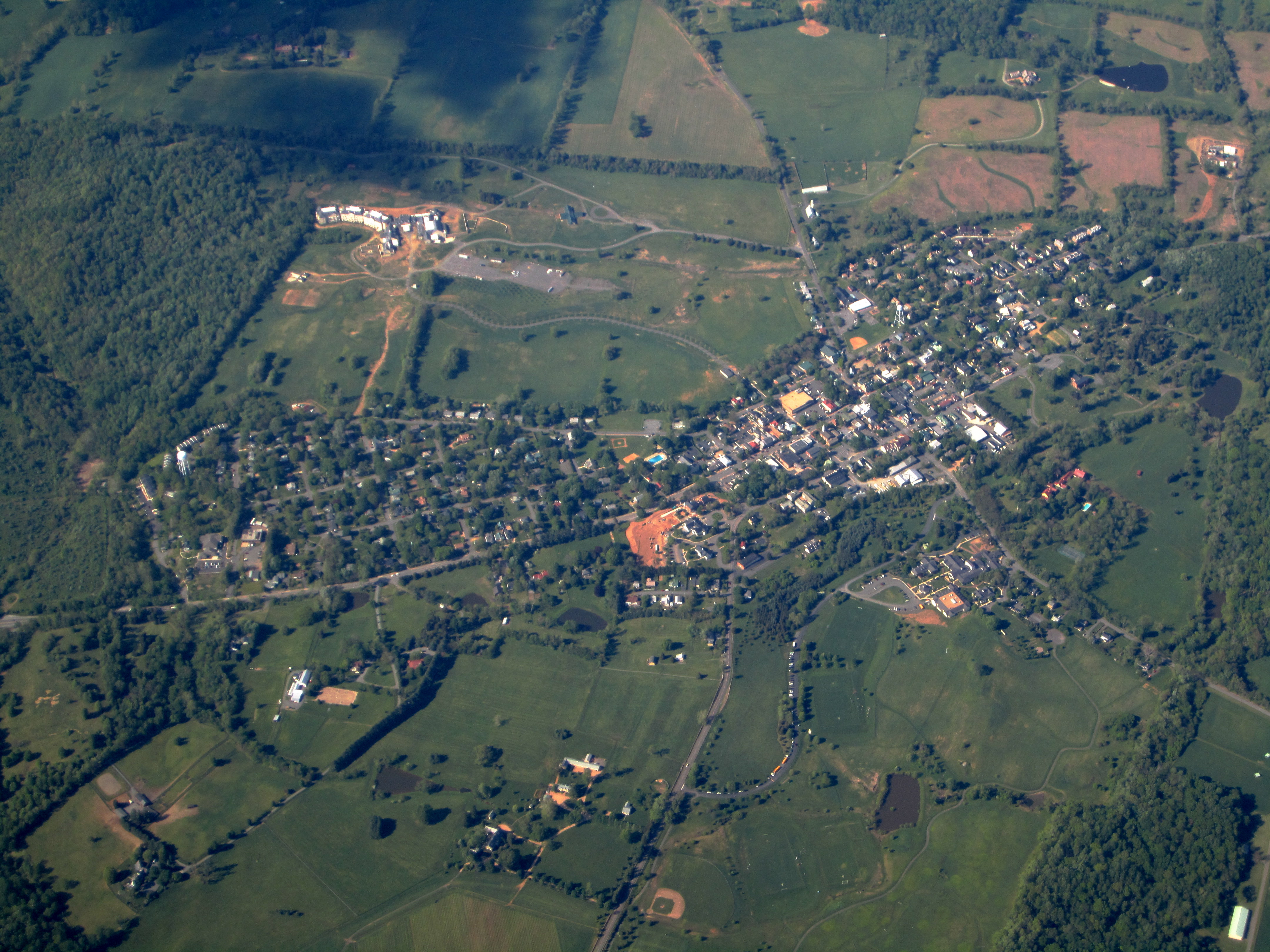
Вид сверху